# Les Haudères
 (mars 2020).
Si vous disposez d'ouvrages ou d'articles de référence ou si vous connaissez des sites web de qualité traitant du thème abordé ici, merci de compléter l'article en donnant les références utiles à sa vérifiabilité et en les liant à la section « Notes et références ».
Les Haudères est  une localité de la commune d'Evolène dans les Alpes suisses et située dans le canton du Valais. La localité est située dans la partie centrale du canton, dans le Val d'Hérens, au sud de Sion.

## Population

### Gentilé et surnom
Les habitants des Haudères sont les Haudérins (lu-j-Odèriche en patois d'Évolène). Ils sont surnommés lu Baille-Mâ, c'est-à-dire les superstitieux ou les jeteurs de sorts.

## Tourisme
Les Haudères est le point de départ de plusieurs randonnées, aussi bien dans le vallon de Ferpècle, d'Arolla ou Sur-Les-Rocs. Le village est dominé par une série de montagnes dont certaines dépassent les 3000 et 4 000 m : la Petite Dent de Veisivi (3183 m), la Grande dent de Veisivi (3418 m), le Tsa de l'Ano (3367 m), la Couronne de Bréona (3159 m), la Dent Blanche (4358 m), la Pointe de Mourti (3563 m), le Mont des Ritzes (2915 m), le Mont de l’Étoile (3369 m), la Palantse de la Crêta (2928 m), etc.

## Culture
Il y a aussi le traditionnel costume qui était encore porté quotidiennement par certains il y a quelques années. Maintenant, c'est surtout lors des fêtes ou durant l'été qu'on voit aussi bien des demoiselles et des jeunes hommes que des personnes âgées joliment habillés avec le "chutze" traditionnel.
Le Carnaval d'Evolène, la fête de la mi-été et bien d'autres sont les fêtes typiques les plus animées de la région.